# Mycoplasma
Genre
Mycoplasma est un genre de bactérie caractérisé par l'absence de paroi cellulaire. La forme des bactéries étant stabilisée par leur paroi, les mycoplasmes sont des bactéries pléomorphes. Les espèces de ce genre sont donc insensibles aux familles d'antibiotiques ciblant les parois cellulaires (polypeptides ou bêta-lactamines). 
Ce genre contient plus de 100 espèces qui sont parasites ou saprotrophes (commensales chez certaines espèces) appartenant à la famille des Mycoplasmataceae.
Cependant, le mot « mycoplasme » a autrefois été improprement employé pour désigner des espèces d'autres familles de Mollicutes ; c'est une source possible de confusion dans la littérature. L'étude de ce genre est la mycoplasmologie.
Les maladies sexuellement transmissibles bactériennes à Mycoplasma (dues à Mycoplasma genitalium ou Ureaplasma urealyticum) n'ont été que relativement récemment identifiées, dans les années 1980. Elles semblent en plein développement chez l'humain. Mycoplasma a surpassé  Neisseria gonorrhoeae comme cause d’IST chez les jeunes adultes nord-américains et Ureaplasma est la première cause d'urétrites non induites par gonocoques ou chlamydia. Comme les mycoplasmes étaient autrefois difficiles à identifier ou non-identifiés, il reste difficile de savoir s'il s'agit d'une maladie émergente.
Les petites tailles de cette bactérie (moins de 1 µm) et de son génome intéressent les généticiens. Ce sont parmi les plus petites formes de vie indépendantes que nous connaissons, constituées pour certaines de moins de 50 millions d'atomes.
C'est à partir de Mycoplasma genitalium qu'a été fabriquée, en 2007, Mycoplasma laboratorium, la première bactérie construite par génie génétique autour d'un chromosome de synthèse (chromosome artificiel bactérien).

## Histoire de leur classification
Le classement des Mollicutes a toujours été difficile. Ces bactéries sont minuscules, parasites, et ne peuvent être cultivées que sur des substrats spéciaux. Pendant longtemps, on n'a pas même su isoler la plupart de ces espèces. De plus, la première classification générale proposée pour les bactéries (Gram + ou  Gram -) était basée sur la réaction de la paroi cellulaire à un colorant. Or, ces bactéries ne produisent pas de vraie paroi et ne réagissent donc pas à ce colorant.
C'est ce qui explique qu'initialement on ignorait s'il s'agissait de champignons, de bactéries, voire de virus. Leur ressemblance avec des L-formes est source de confusion. Les progrès de la phylogénétique ont permis d'éclaircir leur classification, qui ne fait toujours pas l'objet d'un consensus.
Au début, tous les membres de la classe des Mollicutes étaient généralement nommée « mycoplasmes » ou « péripneumonie-Like organisme » (PPLO) pour les anglophones, puis on a découvert de nouvelles bactéries appartenant aux Mollicutes, autres que celles du genre Mycoplasma.
- En 1898, une première espèce de Mycoplasma/Mollicutes est isolée et cultivée par Nocard et Roux[5].
- En 1956 D.G. Edward et É.A. Freundt font une première proposition pour la classification, avec la désignation PPLO, mais ils sont encore indécis sur l'appartenance aux procaryotes (en 1956, dites « schizomycètes ») ou aux eucaryotes. Comme nom d'espèce de la PPLOs/mycoplasmes Edward et Freundt ont proposé Mycoplasma mycoides, reconnu comme responsable de la péripneumonie bovine et réfèrent cette bactérie à des organismes causant des maladies péripneumonie-like. Jusqu'alors, Mycoplasma mycoides mycoides était connu sous le nom Asterococcus qui sera ensuite invalidé.
- En 1956, Edward et Freundt décrivent 15 espèces de Mycoplasma dans une publication[6].
- Mi-1967, le sous-comité sur la taxinomie de Mycoplasmata propose la création d'une classe des Mollicutes, contenant l'ordre Mycoplasmatales[7].
- À la fin des années 1980, la phylogénie de l'espèce se précise[8].

Désormais, le nom Mycoplasma doit être utilisé exclusivement pour les membres du genre Mycoplasma, et non pour désigner n'importe quelle Mollicutes. Comme ce ne fut pas le cas dans la littérature pendant une longue période, des confusions peuvent persister.

### Taxonomie actuelle
La classification et la nomenclature des espèces sont régies par des règles spéciales produites et révisées par le Comité International de Systématique des Procaryotes (en anglais : International Committee on Systematics of Prokaryotes, ICSP), et plus précisément par le Sous-comité sur la taxonomie des Mollicutes (Subcommittee on the Taxonomy of Mollicutes). Autrefois, il s'agissait du Sous-comité sur les taxonomies des Mycoplasmatales de l’International Committee on Systematic Bacteriology (ICSB) Subcommittee on taxonomy of Mycoplasmatales).
La taxonomie actuelle des Mollicutes est basée sur :
1. l'analyse moléculaire, en particulier des 16S
2. la sérologie (réactions sur antisérum)
3. la morphologie du phénotype
4. et éventuellement les exigences en matière de croissance.

## Description, caractéristiques

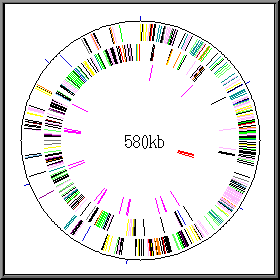
Le génome de Mycoplasma genitalium serait l'un des plus petits au monde (hors-virus), après la bactérie endosymbiote Carsonella ruddii récemment découverte.

### Génome
Selon les espèces, leur génome a une taille comprise entre 0,6  et   1,35 Mpb (méga-paires de bases) et un faible coefficient de Chargaff (contenu en G+C, de 18 à 40 mol%).

### Apparence enmicroscopie
Ils n'ont pas de paroi cellulaire rigide.

### Apparence en culture
En boîte de Petri, sur milieu gélosé, les colonies sont petites (visibles seulement au microscope à faible grossissement) et ont un aspect typique en œuf au plat.

### Taille et masse
Les mycoplasmes sont les plus petits organismes non-endosymbiotes (Carsonella ruddii possède un génome encore plus léger) connus capables de se multiplier en dehors d'une cellule vivante et donc doués d'une vie indépendante.

## Habitat, besoins
Les mycoplasmes peuvent infecter de nombreuses espèces, mais ont des exigences en cholestérol ou stérol pour leur croissance. 
Ce sont des commensaux de l'humain et des animaux et ils présentent un intérêt pour les médecines humaine et vétérinaire.
L'habitat des Mycoplasma est la surface muqueuse du tractus respiratoire ou génital, les yeux, les glandes mammaires, les articulations des animaux ou de l'humain.

## Médical

### Pathologie
Les mycoplasmes pathogènes infectent les muqueuses et produisent diverses pathologies:
Mycoplasma pneumoniae
- Infections respiratoires : trachéobronchites, pneumonies atypiques
- Infections extra-respiratoires exceptionnellement : cutanées, articulaires, neurologiques, génitales, péricardiques.

Mycoplasmes génitaux
- Urétrites non gonococciques (UNG), épididymites.
- Infections gynécologiques : vaginoses, endométrites, salpingites
- Infections liées à la grossesse : chorio-amniotites, bactériémies post-partum ou post-abortum.
- Infections néonatales (nouveau-nés fortement hypotrophiques).
- Bilan avant fécondation in vitro.
- Infections extra-génitales surtout chez l'immunodéprimé (arthrites chez l'hypogammaglobulinémique).

### Diagnostic
La culture, longue (2 à 3 semaines) et difficile, est rarement pratiquée. L'amplification génique par PCR donne d'excellents résultats. Les sérologies sont les méthodes les plus utilisées. 

### Traitement
Les mycoplasmes sont toujours résistants aux ß-lactamines (absence de paroi) ainsi qu'à la rifampicine, aux polymyxines, à l'acide nalidixique, aux sulfamides et au triméthoprime. Les principales familles d'antibiotiques actives sont les tétracyclines, les macrolides et apparentés et les fluoroquinolones. Il y a parfois des résistances acquises. Il n'y a pas de vaccin.

## Biotechnologie
Les mycoplasmes posent des problèmes en culture cellulaire. En effet, 
- de par leur nature, ces microorganismes sont très fréquents dans la nature (sur les animaux, les plantes, l'homme), donc source de contamination des cellules. L'autre principale source de contamination est l'expérimentateur.
- les mycoplasmes sont très difficiles à détecter et à éliminer de par leur taille et leur résistance aux antibiotiques classiques.

Les tests de détection incluent :
- tests de croissance en culture (longs et délicats à interpréter; nécessite un témoin positif),
- tests de coloration de l'ADN (notamment par co-culture avec des cellules Vero afin d'amplifier la contamination et avoir un bon contraste de taille des noyaux sous coloration d'intercalant type Hoechst),
- test de détection par PCR (plus spécifiques; par ex détection de l'ARN 16S).

La culture implique des milieux de culture complexes, rendus sélectifs par addition d'une bêtalactamine ou parfois de polymyxine. Il n'y a pas de milieu standard convenant à toutes les espèces, en raison de leurs exigences différentes en substrat, pH. Le suivi de la croissance se fait, en milieux liquides, d'après le virage d'indicateurs colorés (acidification) et, en milieux gélosés, par observation microscopique (apparition de colonies, dont l'aspect est variable: granulaire pour M. pneumoniae, en œuf au plat pour M. hominis, irrégulier et très petit pour U. urealyticum qui plus est coloré en brun sur milieux contenant du sulfate de manganèse ou du chlorure de calcium).
L'identification se fait d'après les propriétés métaboliques et par PCR.

## Quelquesespèces
- Certaines espèces sont des commensaux fréquents de l'Homme : Mycoplasma salivarium et Mycoplasma orale dans la cavité buccale.

- Mycoplasma haemofelis est responsable de l'anémie infectieuse féline chez le chat domestique.

- Mycoplasma hominis est responsable d’infections génitales (urétrite, cervicite, vaginite, salpingite, problèmes de stérilité), mais il y a aussi de nombreux porteurs sains. C'est une infection sexuellement transmissible.

- Mycoplasma genitalium est une bactérie parasite du tractus génital et respiratoire des primates et peut provoquer des infections génitales.

- Mycoplasma pneumoniae provoque des infections respiratoires aiguës plus fréquentes chez l’enfant à partir de 5 ans et l’adulte jeune. Dans la majorité des cas, ces infections se traduisent par de simples trachéobronchites.

- Mycoplasma mycoides subsp. mycoides (type small colony) est l'agent de la péripneumonie ou pleuropneumonie des bovidés (péripneumonie contagieuse bovine, PPCB). C'est une maladie respiratoire grave affectant les bovins domestiques, les buffles, yacks et zébus. Cette maladie est devenue la première maladie bovine en Afrique par les conséquences économiques qu'elle entraîne.

- Mycoplasma agalactiae est un des agents de l’agalactie contagieuse du mouton et de la chèvre.

- Mycoplasma bovis est pathogène des bovins (responsable de mammites et avortements chez l'adulte, de pneumonie et d'arthrites chez les veaux et les jeunes bovins).

- Mycoplasma gallisepticum provoque des maladies respiratoires chez les oiseaux (poule, dindon).
- Mycoplasma hyopneumoniae est l’agent causal de la pneumonie enzootique chez les porcs qui provoque une toux chronique sans fièvre entrainant une baisse des performances techniques des élevages.